# Club Atletico Faenza 2007-2008
Nel 2007-08 il Club Atletico Faenza ha affrontato il campionato di Serie A1.